# Plongée (militaire)
Pour les articles homonymes, voir Plongée.
Dans les fortifications classique, la plongée désigne la partie supérieure du parapet.
Dans les fortifications, type Vauban, la plongée désigne la partie du parapet qui relie les deux crêtes du parapet

## Plongée sous-marine militaire
- Nageur de combat
- Plongeur démineur
- Plongeur de combat du génie